# Phthiracarus fraternus
Phthiracarus fraternus är en kvalsterart som beskrevs av Wojciech Niedbała 1998. Phthiracarus fraternus ingår i släktet Phthiracarus och familjen Phthiracaridae. Inga underarter finns listade i Catalogue of Life.